# Wi-Fi multimedija
Wi-FI proširenja za multimediju (en. Wireless Multimedia Extensions (WME)), također poznato kao Wi-Fi Multimedija (WMM), je potvrđivanje sudjelovanja među uređajima od strane Wi-Fi Alliance, certificiranje, zasnovano na IEEE 802.11e standardu. Omogućava osnovna svojstva Kvalitete usluge (en. Quality of service QoS) za IEEE 802.11 mreže. WMM organizira promet po prioritetima, koji su definirani kao četiri pristupne kategorije (en. Access Categories (AC)): glas (AC_VO), video (AC_VI), najpovoljniji način (en. best effort) (AC_BE), i pozadinski (en. background)  (AC_BK). Ne omogućuje garantiranu propusnost. Namijenjena je za dobro-definirane primjene koje zahtijevaju QoS, kao što su Glas preko IP (en. Voice over IP (VoIP)) na Wi-Fi telefonima (VoWLAN).
WMM zamjenjuje Wi-Fi DCF raspodjeljenu koordinacijsku uslugu za CSMA/CA (en. carrier sense multiple access collision detect) bežični prijenos odsječka (en. frame) s Unaprijeđenom Raspodjeljenom Koordinacijskom Funkcijom (en. Enhanced Distributed Coordination Function (EDCF)). EDCF, prema verziji 1.1 WMM specifikacije, od strane Wi-Fi Alliance, definira kategorije pristupa (en. Access Categories) s oznakama AC_VO, AC_VI, AC_BE, i AC_BK za Unaprijeđeni Raspodjeljeni Pristup Kanalu (en. Enhanced Distributed Channel Access (EDCA)) kao parametre koji se koriste od strane WMM-omogućenih stanica da kontroliraju kako dugo će postaviti vlastitu Mogućnost prijenosa (en. Transmission Opportunity (TXOP)), u skladu s informacijom poslanom od strane pristupne točke stanici. Napravljena je za bežični QoS između RF medija.